# Bolbocaffer consocium
Bolbocaffer consocium är en skalbaggsart som beskrevs av Karl Henrik Boheman 1857. Bolbocaffer consocium ingår i släktet Bolbocaffer och familjen Bolboceratidae. Inga underarter finns listade.